# Lizibaxiang (ort i Kina, Shaanxi, lat 33,48, long 107,84)
Lizibaxiang är en ort i Kina. Den ligger i provinsen Shaanxi, i den nordvästra delen av landet, omkring 130 kilometer sydväst om provinshuvudstaden Xi'an. Antalet invånare är 1 713. Befolkningen består av 772 kvinnor och 941 män. Barn under 15 år utgör 15,0 %, vuxna 15-64 år 72 %, och äldre över 65 år 12,0 %.
Runt Lizibaxiang är det ganska tätbefolkat, med 111 invånare per kvadratkilometer. Närmaste större samhälle är Fuping Xian, 13,8 km öster om Lizibaxiang. I omgivningarna runt Lizibaxiang växer i huvudsak blandskog.
Genomsnittlig årsnederbörd är 1 052 millimeter. Den regnigaste månaden är juli, med i genomsnitt 222 mm nederbörd, och den torraste är december, med 2 mm nederbörd.